# Sergej Fedorovstev
Sergej Fedorovstev (Rostov aan de Don, 31 januari 1980) is een Russisch roeier.
Fedorovstev maakte zijn debuut tijdens de wereldkampioenschappen roeien 2002 met een vijfde plaats in de dubbel-vier. Hij werd tijdens zijn eerste Olympisch deelname olympisch kampioen in de dubbel-vier tijdens de Olympische Zomerspelen 2004. Vier jaar later werd Fedorovstev zevende tijdens de Olympische Zomerspelen 2008. Op de Olympische Zomerspelen 2012 werd Fedorovstev achtste in de dubbel-vier. Fedorovstev testte in 2016 positief op het gebruik van het middel Trimetazidine. Mede daardoor mocht hij niet deelnemen aan de Olympische Zomerspelen 2016.

## Resultaten
- Wereldkampioenschappen roeien 2002 in Sevilla 5e in de dubbel-vier
- Wereldkampioenschappen roeien 2003 in Milaan 5e in de dubbel-vier
- Olympische Zomerspelen 2004 in Athene  in de dubbel-vier
- Wereldkampioenschappen roeien 2005 in Kaizu 8e in de dubbel-vier
- Wereldkampioenschappen roeien 2006 in Eton 6e in de dubbel-vier
- Wereldkampioenschappen roeien 2007 in München 14e in de dubbel-twee
- Olympische Zomerspelen 2008 in Peking 7e in de dubbel-vier
- Wereldkampioenschappen roeien 2009 in Poznań 9e in de dubbel-vier
- Wereldkampioenschappen roeien 2010 in Cambridge 6e in de dubbel-vier
- Wereldkampioenschappen roeien 2011 in Bled 5e in de dubbel-vier
- Olympische Zomerspelen 2012 in Londen 8e in de dubbel-vier
- Wereldkampioenschappen roeien 2013 in Chungju 10e in de dubbel-vier
- Wereldkampioenschappen roeien 2014 in Amsterdam 11e in de dubbel-vier
- Wereldkampioenschappen roeien 2015 in Aiguebelette-le-Lac 13e in de dubbel-vier

1976: Wolfgang Güldenpfennig & Rüdiger Reiche & Karl-Heinz Bußert & Michael Wolfgramm ·
1980: Frank Dundr & Carsten Bunk & Uwe Heppner & Martin Winter ·
1984: Albert Hedderich & Raimund Hörmann & Dieter Wiedenmann & Michael Dürsch ·
1988: Agostino Abbagnale & Davide Tizzano & Gianluca Farina & Piero Poli ·
1992: André Willms & Hajek & Steinbach & Stephan Volkert] ·
1996: André Steiner & Stephan Volkert & Andreas Hajek & André Willms ·
2000: Agostino Abbagnale & Alessio Sartori & Rossano Galtarossa & Simone Raineri ·
2004: Nikolai Spinev & Igor Kravtsov & Aleksei Svirin & Sergej Fedorovstev ·
2008: Michał Jeliński & Marek Kolbowicz & Adam Korol & Konrad Wasielewski ·
2012: Karl Schulze & Philipp Wende & Lauritz Schoof & Tim Grohmann ·
2016: Karl Schulze & Philipp Wende & Lauritz Schoof & Hans Gruhne ·
2020: Dirk Uittenbogaard & Abe Wiersma & Tone Wieten & Koen Metsemakers ·
2024: Koen Metsemakers & Tone Wieten & Finn Florijn & Lennart van Lierop